# Desmiphora cucullata
Desmiphora cucullata är en skalbaggsart som beskrevs av Thomson 1868. Desmiphora cucullata ingår i släktet Desmiphora och familjen långhorningar.
Artens utbredningsområde är:
- Paraguay.
- Uruguay.

Inga underarter finns listade i Catalogue of Life.